# قائمة المصارف في العراق
تضم قائمة المصارف في العراق، المصارف العراقية الحكومية والأهلية التجارية والإسلامية، وفروع البنوك الإسلامية والتجارية الأجنبية العاملة في العراق، المُجازة من قِبَل البنك المركزي العراقي، الحد الأدنى لتأسيس مصرف في العراق هو مئة مليار دينار عراقي. وخمسون مليون دولار للمصارف الأجنبية. البنك المركزي العراقي مسؤول مباشر عن رَسم السياسة النقدية في العراق بِحسب الدستور. أُسس أول مصرف حكومي عراقي عام 1935 باسم المصرف الزراعي الصناعي، سُميَ لاحقاً المصرف الزراعي التعاوني العراقي عام 1946.
المصارف الحكومية هي المصارف التي تمتلكها الدولة العراقية، أما المصارف الخاصة فهي مملوكة لأفراد أو مؤسسات غير حكومية، والمصارف الاسلامية هي المصارف التي تتعامل وفق أحكام الشريعة الأسلامية سواء كانت تابعة للقطاع الخاص أو العام.
أمّمت الدولة العراقية جميع المصارف غير الحكومية العاملة في العراق عام 1964 بحسب القرار رقم 100 الصادر في العام نفسه والذي أدى إلى تأميم جميع المصارف غير الحكومية العاملة في العراق بما فيها فروع المصارف الاجنبية وتؤول ملكيتها إلى الدولة العراقية. وأُدمجت جميعها بمصرف الرافدين الحكومي، وفي العام 1990 عُدلَ قانون البنك المركزي العراقي رقم 64 لسنة 1976 وأنهى التأميم.

## المصارف الحكومية
| الشعار | الاسم                   | التأسيس      | رأس المال                               | ملاحظات |
| ------ | ----------------------- | ------------ | --------------------------------------- | --- |
|        | مصرف الرافدين           | أُسس سنة 1941 | 226 مليار دينار                         | رقم وتأريخ الاجازة "قانون رقم 33 لسنة 1941". - يضم 147 فرعاً داخل العراق. - يضم 8 فروع خارج العراق، في (الاردن، مملكة البحرين، لبنان، الإمارات العربية المتحدة، بريطانيا، اليمن). |
|        | مصرف الرشيد             | أُسس سنة 1988 | 2 مليار دينار عراقي                     | رقم وتأريخ الإجازة، عام 1988 بموجب قانون رقم (52) وأصبح شركة عامة بموجب قانون الشركات العامة رقم (22) لسنة 1997. - يضم 151 فرعاً في العراق.                                       |
|        | المصرف الصناعي          | أُسس سنة 1941 | 175 مليار دينار عراقي                   | يضم 18 فرعاً - اصبح المصرف الصناعي شركة عامة بتاريخ 9/3/1998 بموجب شهادة التأسيس المرقمة (م ش ع 111).                                                                             |
|        | المصرف الزراعي التعاوني | أُسس سنة 1935 | 100 مليار دينار                         | أقدم مصرف عراقي حكومي - مارس المصرف أعمال الصيرفة التجارية الشاملة، بعد صدور القرار رقم (9) لسنة 1996. - يضم 15 فرعاً.                                                            |
|        | المصرف العقاري          | أُسس سنة 1948 | 50 مليار دينار                          | رقم وتأريخ الاجازة "القانون رقم (18) لسنة 1948" - يضم 15 فرعاً. |
|        | المصرف العراقي للتجارة  | أُسس سنة 2004 | 3 مليار دولار "3.5 تريليون دينار عراقي" | رقم وتأريخ الاجازة "105/3/9 بتأريخ 2004/1/24". - له 27 فرعاً في العراق وله مكتب تمثيلي في الامارات العربية المتحدة أبو ظبي وفرع في المملكة العربية السعودية مدينة الرياض.         |
|        | مصرف النهرين الاسلامي   | أُسس سنة 2015 | 150 مليار دينار                         | رقم وتأريخ الاجازة "12317/3/9 في 2015/8/17". |

## المصارف الإسلامية الأهلية
| الشعار | الاسم                                         | التأسيس      | رأس المال       | ملاحظات                                                                                                 |
| ------ | --------------------------------------------- | ------------ | --------------- | --- |
|        | مصرف إيلاف الاسلامي                           | أُسس سنة 2001 | 250 مليار دينار | رقم وتأريخ الاجازة 884/3/9 في 2001/5/30. - يضم 14 فرعاً. - محظور من التعامل بعملة الدولار.               |
|        | المصرف العراقي الإسلامي                       | أُسس سنة 1993 | 250 مليار دينار | رقم وتأريخ الاجازة ت.ص/6893 في 1993/4/20. - يضم 13 فرعاً                                                 |
|        | مصرف كوردستان الدولي الإسلامي                 | أُسس سنة 2005 | 400 مليار دينار | رقم وتأريخ الاجازة 957/3/9 في 2005/5/29. - للمصرف 4 فروع في (بغداد، اربيل، السليمانية، دهوك).           |
|        | المصرف الوطني الإسلامي                        | أُسس سنة 2008 | 251 مليار دينار | رقم وتأريخ الاجازة 9/3/2641. - يضم 6 فروع.                                                              |
|        | مصرف دجلة والفرات للتنمية والاستثمار          | أُسس سنة 2005 | 112 مليار دينار | رقم وتأريخ الاجازة 2029/3/9 في 2005/11/21                                                               |
|        | مصرف التعاون الإسلامي للاستثمار               | أُسس سنة 2007 | 112 مليار دينار | رقم وتأريخ الاجازة 432/3/9 في 2007/3/4 - يضم 9 فروع داخل العراق وفرع واحد خارج العراق، في طهران، أيران. |
|        | مصرف جيهان للاستثمار والتمويل الإسلامي        | أُسس سنة 2008 | 255 مليار دينار | رقم وتأريخ الاجازة 1995/3/9 في 2008/6/3 - يضم 11 فرعاً.                                                  |
|        | مصرف المستشار الإسلامي للاستثمار والتمويل     | أُسس سنة 2018 | 150 مليار دينار | رقم وتأريخ الاجازة 8326/3/9 في 2018/4/9 - يضم 4 فروع. - محظور من التعامل بعملة الدولار.                 |
|        | مصرف الناسك الإسلامي للاستثمار والتمويل       | أُسس سنة 2020 | 150 مليار دينار | رقم وتأريخ الاجازة 4625/3/9 في 2020/3/5.                                                                |
|        | مصرف العالم الإسلامي                          | أُسس سنة 2016 | 250 مليار دينار | رقم وتأريخ الاجازة 1763/3/9 في 2016/2/2. - يضم 4 فروع. - محظور من التعامل بعملة الدولار.                |
|        | مصرف الجنوب الإسلامي                          | أُسس سنة 2016 | 250 مليار دينار | رقم وتأريخ الاجازة 1791/3/9 في 2016/2/2 - يضم 8 فروع.                                                   |
|        | مصرف الوفاق الإسلامي للاستثمار والتمويل       | أُسس سنة 2016 | 250 مليار دينار | رقم وتأريخ الاجازة 6490/3/9 في 2016/5/5                                                                 |
|        | مصرف العربية الإسلامي                         | أُسس سنة 2016 | 250 مليار دينار | رقم وتأريخ الاجازة 9846/3/9 في 2016/6/20. - يضم 4 فروع.                                                 |
|        | مصرف نور العراق الإسلامي للاستثمار والتمويل   | أُسس سنة 2016 | 250 مليار دينار | رقم وتأريخ الاجازة 15564/8/9 في 2016/11/1 - يضم 4 فروع.                                                 |
|        | مصرف زين العراق الإسلامي للاستثمار والتمويل   | أُسس سنة 2016 | 250 مليار دينار | رقم وتأريخ الاجازة 11692/8/9 في 2016/8/11 - محظور من التعامل بعملة الدولار.                             |
|        | المصرف الدولي الإسلامي                        | أُسس سنة 2016 | 260 مليار دينار | رقم وتأريخ الاجازة 13432/8/9 في 2016/9/19. - محظور من التعامل بعملة الدولار.                            |
|        | مصرف القابض الإسلامي للتمويل والاستثمار       | أُسس سنة 2017 | 250 مليار دينار | رقم وتأريخ الاجازة 2141/8/9 في 2017/2/8                                                                 |
|        | مصرف الأنصاري الإسلامي للاستثمار والتمويل     | أُسس سنة 2017 | 250 مليار دينار | رقم وتأريخ الاجازة 2139/8/9 في 2017/2/8.                                                                |
|        | مصرف الثقة الدولي الإسلامي                    | أُسس سنة 2017 | 250 مليار دينار | رقم وتأريخ الاجازة 2070/8/9 في 2017/2/7. - يضم 17 فرعاً. - محظور من التعامل بعملة الدولار.               |
|        | مصرف الراجح الإسلامي للاستثمار والتمويل       | أُسس سنة 2017 | 250 مليار دينار | رقم وتأريخ الاجازة 3230/3/9 في 2017/3/5. - محظور من التعامل بعملة الدولار.                              |
|        | مصرف القرطاس الإسلامي للاستثمار والتمويل      | أُسس سنة 2016 | 250 مليار دينار | رقم وتأريخ الاجازة 3357/3/9 في 2016/3/6. - محظور من التعامل بعملة الدولار.                              |
|        | مصرف آسيا العراق الإسلامي للاستثمار والتمويل  | أُسس سنة 2018 | 150 مليار دينار | رقم وتأريخ الاجازة 4934/3/9 في 2018/3/5.                                                                |
|        | مصرف المشرق العربي الإسلامي للاستثمار         | أُسس سنة 2018 | 150 مليار دينار | رقم وتأريخ الاجازة 8263/3/9 في 2018/4/9.                                                                |
|        | مصرف الطيف الإسلامي للاستثمار والتمويل        | أُسس سنة 2018 | 100 مليار دينار | رقم وتأريخ الاجازة 30216/3/9 في 2018/12/31. - يضم 16 فرعاً. - محظور من التعامل بعملة الدولار.            |
|        | مصرف أور الإسلامي للاستثمار                   | أُسس سنة 2018 | 151 مليار دينار | رقم وتأريخ الاجازة 28404/3/9 في 2018/12/9.                                                              |
|        | مصرف أمين العراق الإسلامي للاستثمار والتمويل  | أُسس سنة 2018 | 100 مليار دينار | رقم وتأريخ الاجازة 28334/3/9 في 2018/12/9.                                                              |
|        | مصرف العراق الأول الإسلامي للاستثمار والتمويل | أُسس سنة 2020 | 100 مليار دينار | رقم وتأريخ الاجازة 7947/3/9 في 2020/6/28.                                                               |

## المصارف التجارية الأهلية
| الشعار | الاسم                                   | التأسيس      | رأس المال       | ملاحظات |
| ------ | --------------------------------------- | ------------ | --------------- | --- |
|        | مصرف بغداد                              | أُسس سنة 1992 | 250 مليار دينار | رقم وتأريخ الاجازة ت.ص/9476/9 - 5/5/1992 - يضم المصرف 23 فرعاً داخل العراق إضافة إلى فروع أخرى في سوريا والأردن.                                        |
|        | المصرف التجاري العراقي                  | أُسس سنة 1992 | 250 مليار دينار | رقم وتأريخ الاجازة ت.ص/14314/9 - 12/7/1992 - يضم المصرف 8 فروع داخل العراق.                                                                            |
|        | مصرف الشرق الأوسط العراقي للاستثمار     | أُسس سنة 1993 | 250 مليار دينار | رقم وتأريخ الاجازة ت.ص/5/942/3/10 - 28/9/1993. - يضم المصرف 18 فرعاً.                                                                                   |
|        | مصرف الاستثمار العراقي                  | أُسس سنة 1993 | 250 مليار دينار | رقم وتأريخ الاجازة م.ش/ 5236 في 1993/7/13. - يضم المصرف 16 فرعاً.                                                                                       |
|        | مصرف البصرة الدولي للاستثمار            | أُسس سنة 1993 | 75 مليار دينار  | رقم وتأريخ الاجازة 2622/3/10 - 1993/1/3 - للمصرف 12 فرعاً، منها 5 فروع في بغداد، و4 فروع في البصرة، واثنان في النجف وفرع واحد في المنطقة الحرة في دمشق. |
|        | المصرف المتحد للاستثمار                 | أُسس سنة 1994 | 300 مليار دينار | رقم وتأريخ الاجازة 16108/3/10 في 1994/11/5 - يضم المصرف 26 فرعاً.                                                                                       |
|        | المصرف الأهلي العراقي                   | أُسس سنة 1995 | 250 مليار دينار | رقم وتأريخ الاجازة ص.أ/3277/3في 1995/3/28. - يضم المصرف 18 فرعاً.                                                                                       |
|        | مصرف الائتمان العراقي                   | أُسس سنة 1998 | 250 مليار دينار | رقم وتأريخ الاجازة 2528/3/9/10 - 1998/10/16. - يضم المصرف 4 فروع.                                                                                      |
|        | مصرف دار السلام للاستثمار               | أُسس سنة 1999 | 150 مليار دينار | رقم وتأريخ الاجازة ص.أ/238/3/9 - 1999/4/6. - يضم المصرف 15 فرعاً.                                                                                       |
|        | مصرف بابل                               | أُسس سنة 1999 | 250 مليار دينار | رقم وتأريخ الاجازة ص/أ/461/3/9 - 8/6/1999. - يضم المصرف 14 فرعاً.                                                                                       |
|        | مصرف الاقتصاد للاستثمار والتمويل        | أُسس سنة 1999 | 252 مليار دينار | رقم وتأريخ الاجازة 612/3/9 في 1999/12/10. - يضم المصرف 23 فرعاً.                                                                                        |
|        | مصرف سومر التجاري                       | أُسس سنة 1999 | 250 مليار دينار | رقم وتأريخ الاجازة ص.أ/13/1124/3/9 في 4/11/1999. - يضم المصرف 10 فروع.                                                                                 |
|        | مصرف الخليج التجاري                     | أُسس سنة 2000 | 300 مليار دينار | رقم وتأريخ الاجازة 115/3/9 في 7/2/2000. - يضم المصرف 17 فرعاً.                                                                                          |
|        | مصرف الوركاء للاستثمار والتمويل         | أُسس سنة 2000 | 105 مليار دينار | رقم وتأريخ الاجازة 38/2/9 في 2000/2/7. |
|        | مصرف الموصل للتنمية والاستثمار          | أُسس سنة 2001 | 252 مليار دينار | رقم وتأريخ الاجازة 1909/3/9 في 2001/12/3. - محظور من التعامل بعملة الدولار.                                                                            |
|        | مصرف الشمال للتمويل والاستثمار          | أُسس سنة 2004 | 300 مليار دينار | رقم وتأريخ الاجازة 342/3/9 في 9/3/2004. - يضم 5 فرع.                                                                                                   |
|        | مصرف الاتحاد العراقي                    | أُسس سنة 2004 | 252 مليار دينار | رقم وتأريخ الاجازة 340/3/9 في 2004/3/9. - يضم 11 فرعاً.                                                                                                 |
|        | مصرِف آشور الدولي للاستثمار              | أُسس سنة 2005 | 250 مليار دينار | رقم وتأريخ الاجازة 2627/3/9 في 2005/9/22. - يضم 7 فروع.                                                                                                |
|        | مصرف المنصور للاستثمار                  | أُسس سنة 2006 | 250 مليار دينار | رقم وتأريخ الاجازة 368/3/9 في 20/2/2006 |
|        | مصرف عبر العراق                         | أُسس سنة 2006 | 264 مليار دينار | رقم وتأريخ الاجازة 9/3/2661 في 5/12/2006. - يضم 3 فروع. - محظور من التعامل بعملة الدولار.                                                              |
|        | مصرف الأقليم التجاري للاستثمار والتمويل | أُسس سنة 2007 | 250 مليار دينار | رقم وتأريخ الاجازة 408/3/9 في 1/3/2007. - يضم 5 فروع.                                                                                                  |
|        | مصرف الهدى                              | أُسس سنة 2008 | 250 مليار دينار | رقم وتأريخ الاجازة 136/3/9 في 14/1/2008. - يضم 6 فروع.                                                                                                 |
|        | مصرف اربيل للاستثمار والتمويل           | أُسس سنة 2010 | 265 مليار دينار | رقم وتأريخ الاجازة 46/3/9 في 2010/6/23. - يضم 4 فروع. - محظور من التعامل بعملة الدولار.                                                                |
|        | مصرف التنمية الدولي للاستثمار والتمويل  | أُسس سنة 2011 | 250 مليار دينار | رقم وتأريخ الاجازة 1816/3/9 في 7/4/2011. - يضم 11 فرعاً.                                                                                                |
|        | مصرف حمورابي التجاري                    | أُسس سنة 2020 | 201 مليار دينار | رقم وتأريخ الاجازة 17595/2/9 في 2020/11/29. - يضم 3 فروع.                                                                                              |

## فروع البنوك الإسلامية الأجنبية
| الشعار | الاسم                       | التأسيس                                                          | رأس المال      | ملاحظات                                                                  |
| ------ | --------------------------- | ---------------------------------------------------------------- | -------------- | ------------------------------------------------------------------------ |
|        | مصرف أبو ظبي الإسلامي       | أُسس سنة 1997 في الإمارات العربية المتحدة فُتح فرع العراق عام 2010 | 59 مليار دينار | رقم وتأريخ الاجازة 1740/3/9 في 2010/10/6. - يضم المصرف 3 فروع في العراق. |
|        | مصرف البركة التركي الإسلامي | أُسس سنة 1984 في تركيا فُتح فرع العراق 2011                        | 60 مليار دينار | رقم وتأريخ الاجازة 1696/3/9 في 2011/4/4. - يضم المصرف فرعين في العراق.   |

## فروع المصارف التجارية الأجنبية
| الشعار | الاسم                      | التأسيس                                                      | رأس المال      | ملاحظات |
| ------ | -------------------------- | ------------------------------------------------------------ | -------------- | --- |
|        | مصرف زراعات                | أُسس سنة 1863 في تركيا - فُتح فرع في العراق عام 2006           | 50 مليون دولار | رقم وتأريخ الاجازة 419/3/9 في 2006/2/27. - للمصرف فرعان في العراق.                                                                                           |
|        | مصرف بيبلوس                | أُسس سنة 1963 في لبنان - فُتح فرع في العراق عام 2006           | 50 مليون دولار | رقم وتأريخ الاجازة 1265/3/9 في 2006/6/8. - للمصرف 4 فروع في العراق.                                                                                          |
|        | مصرف بيروت والبلاد العربية | أُسس سنة 1956 في لبنان - فُتح فرع في العراق عام 2009           | 50 مليون دولار | رقم وتأريخ الاجازة 246/3/9 في 2009/1/21. |
|        | بنك الوقف                  | أُسس سنة 1954 في تركيا - فُتح فرع في العراق عام 2011           | 50 مليون دولار | رقم وتأريخ الاجازة 826/3/9 في 2011/2/16. |
|        | مصرف تركيا للأعمال         | أُسس سنة 1924 في تركيا - فُتح فرع في العراق عام 2011           | 50 مليون دولار | رقم وتأريخ الاجازة 2658/3/9 في 2011/5/19. |
|        | مصرف البحر المتوسط         | أُسس سنة 1944 في لبنان - فُتح فرع في العراق عام 2012           | 50 مليون دولار | رقم وتأريخ الاجازة 2725/3/9 في 2012/4/22. |
|        | مصرف ستاندرد تشارترد       | أُسس سنة 1969 في المملكة المتحدة - فُتح فرع في العراق عام 2013 | 50 مليون دولار | رقم وتأريخ الاجازة 14544/3/9 في 2013/11/24. |
|        | بنك مياب                   | أُسس سنة 1991 في لبنان - فُتح فرع في العراق عام 2014           | 50 مليون دولار | رقم وتأريخ الاجازة 11724/3/9 في 2014/8/7. - يضم فرعين داخل العراق، فرع بغداد وفرع البصرة.                                                                    |
|        | مصرف ملي إيران             | أُسس سنة 1927 في إيران - فُتح فرع في العراق عام 2005           | 58 مليار دينار | رقم وتأريخ الاجازة 2650/3/9 في 2005/9/28. - المصرف تحت وصاية البنك المركزي العراقي. - المصرف ممنوع من اصدار خطابات الضمان. - محظور من التعامل بعملة الدولار. |
|        | مصرف بارسيان               | أُسس سنة 2002 في إيران - فُتح فرع في العراق عام 2012           | 59 مليار دينار | رقم وتأريخ الاجازة 46/3/9 في 2012/1/3. - المصرف تحت وصاية البنك المركزي العراقي. - المصرف ممنوع من اصدار خطابات الضمان. - محظور من التعامل بعملة الدولار.    |

## مكاتب تمثيل المصارف الأجنبية
| الشعار | الاسم                  | التأسيس                                                     | رأس المال       | ملاحظات                                     |
| ------ | ---------------------- | ----------------------------------------------------------- | --------------- | ------------------------------------------- |
|        | سيتي بنك               | أُسس سنة 1812 في الولايات المتحدة - فُتح مكتب العراق عام 2013 | 751 مليون دولار | رقم وتأريخ الاجازة 14315/3/9 في 2013/11/21. |
|        | البنك التجاري الألماني | أُسس سنة 1870 في ألمانيا - فُتح مكتب العراق عام 2014          | 27 مليون دولار  | رقم وتأريخ الاجازة 18368/3/9 في 2014/12/10. |

## انظُر أيضاً
- البنك المركزي العراقي

## وصلات خارجية
- البنك المركزي العراقي
- وزارة المالية العراقية